# ウィリアム・ローレンス (第3代準男爵)

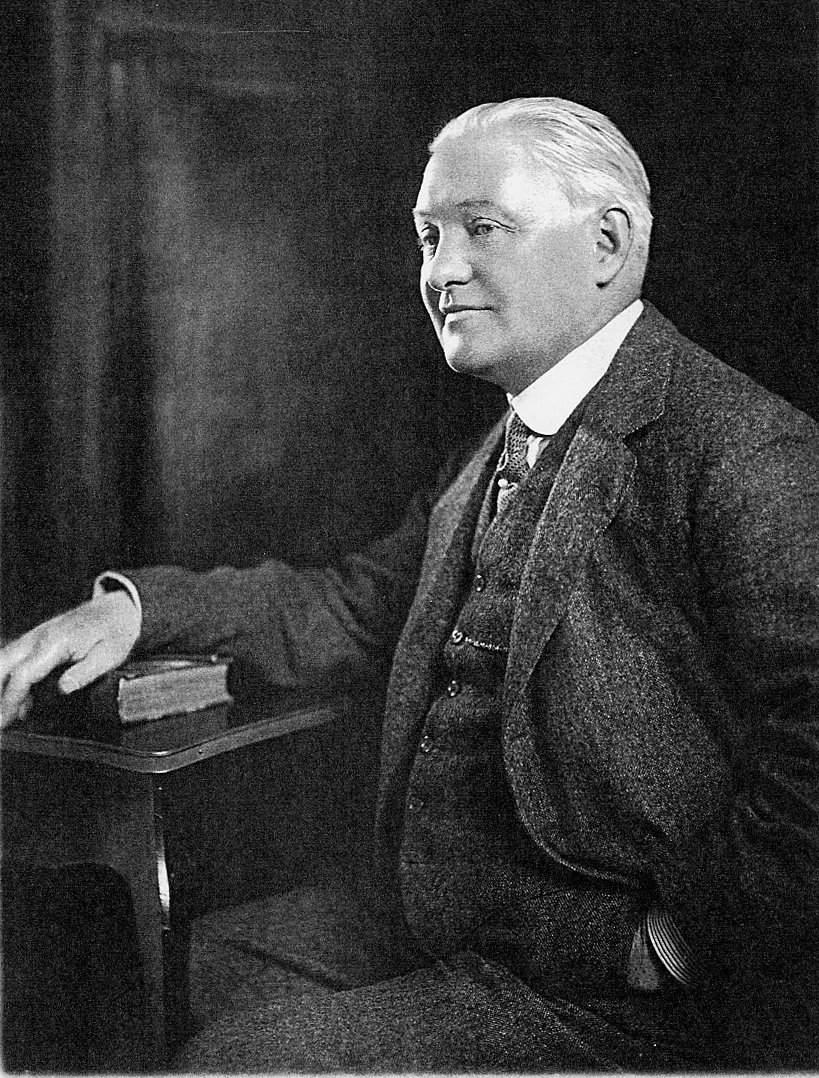
サー・ウィリアム・ローレンス

第3代準男爵サー・ウィリアム・マシュー・トレヴァー・ローレンス（Sir William Matthew Trevor Lawrence, 3rd Baronet, JP FSA、1870年9月17日 - 1934年1月4日）は、イギリスの園芸家、病院経営者、収集家。

## 生い立ち
ローレンスは、1870年9月17日に、第2代準男爵サー・トレヴァー・ローレンス (Sir Trevor Lawrence, 2nd Baronet) と、エリザベス・マシュー (Elizabeth Matthew) の間に生まれた。シュルーズベリー校を経てオックスフォード大学ニュー・カレッジ (New College, Oxford) に学んだ。1908年2月24日、ローレンスは、准将エア・マクダネル・ステュワート・クラブ (Eyre Macdonell Stewart Crabbe, CB) の娘、アイリス・エア (Iris Eyre) と結婚し、やがて夫妻の間には2男3女が生まれた。長女バーバラ (Barbara) は、州裁判所判事で、筆名「シリル・ヘアー (Cyril Hare)」で犯罪小説の執筆も行なったアルフレッド・ゴードン・クラーク (Alfred Gordon Clark) と結婚し、次女アン (Anne) は、リバー・カフェの共同創業者ローズ・グレイの母となった。1913年12月22日、ローレンスは父から準男爵位を相続した。

## 経歴
ローレンスはオックスフォード大学で化学を学び、3級の学位しか得られなかったものの、博士号を目指してハイデルベルクやベルリンに留学した。その後、マンチェスターのオーエンズ・カレッジ (Owens College)（後のマンチェスター・ヴィクトリア大学 (Victoria University of Manchester) の前身）で5年間働き、化学のデモンストレーター (demonstrator)、後に助講師 (assistant lecturer) となった。しかし、1902年に、ローレンスは教育委員会（教育省の前身にあたる国レベルの行政機関）の下級視学官 (junior inspector) となり、1912年には上級検査官 (senior examiner) となった。
1913年に、ローレンスは爵位とともに、サリー州ドーキング (Dorking) 近郊のバーフォード (Burford) のエステート（資産）を父から相続し、園芸や医療機関の経営、美術作品の収集といった、公共的な活動に専念できるようになった。
第一次世界大戦中、ローレンスは、一時は捕虜情報局 (the Prisoners of War information bureau) で書記官として働いた。その後、海軍本部付きのスタッフとなり、さらに戦争局 (War Office) の情報部門に移った。
ローレンスの父も、祖父も、医療の世界では重要な人物であった。祖父サー・ウィリアム・ローレンス (Sir William Lawrence) は、おもにセント・バーソロミュー病院 (St. Bartholomew's Hospital) において活動した先進的な外科医で、ヴィクトリア女王の侍医 (Serjeant-Surgeon) と務めており、庶民院議員も務めた父サー・トレヴァー・ローレンスは、中央病院評議会 (Central Hospital Council) の座長、セント・バーソロミュー病院の財務責任者であった。ローレンス自身も、この病院で医療福祉係 (almoner) として働いており、実際、この病院で執務中に突然死した。
ローレンスはサリー州の治安判事でもあった。

## 園芸
ローレンスが最も関心をもっていたのは、いずれも優れた園芸家であった父や祖母から関心を受け継いだ園芸であった。ローレンスはこの他にも、アルパイン・ガーデン協会 (Alpine Garden Society) 会長を務め、フランス政府の農事功労章 (Ordre du Mérite agricole) オフィシエを受章し、ヴィクトリア栄誉メダル (Victoria Medal of Honour) を受賞し、アイリス協会 (the Iris Society) 副会長を務めた。ローレンス夫人も、優れた園芸家であり、自身もヴィクトリア栄誉メダルを受賞している。
ローレンスは王立園芸協会がウェストミンスターに新しい会館を建設していた当時に協会の財務責任者を務めたが、このとき建てられた会館は、ローレンスの功績を顕彰するため、2000年に彼の名を取って「ローレンス・ホール (the Lawrence Hall)」と改称された。